# Tabaluga

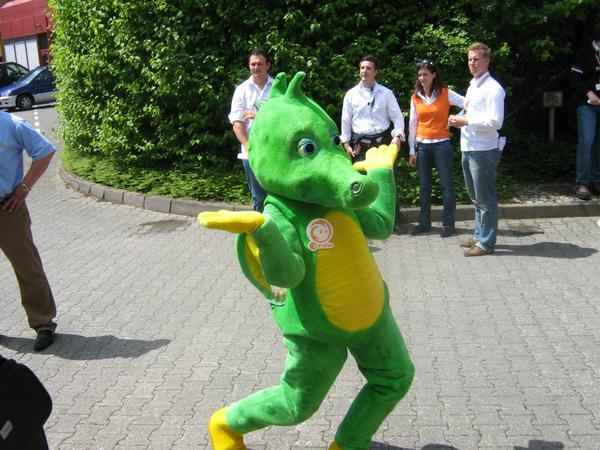
Osoba przebrana za Tabalugę. Bajka jest popularna wśród dzieci i dorosłych.

Tabaluga – Wielkie przygody małego smoka – niemiecko-australijski serial animowany autorstwa Petera Maffaya opowiadający o zielonym smoku i jego przyjaciołach. Powstały trzy serie serialu po 26 odcinków (z udziałem różnych rysowników i scenarzystów) oraz film pełnometrażowy „Tabaluga i Leo”.

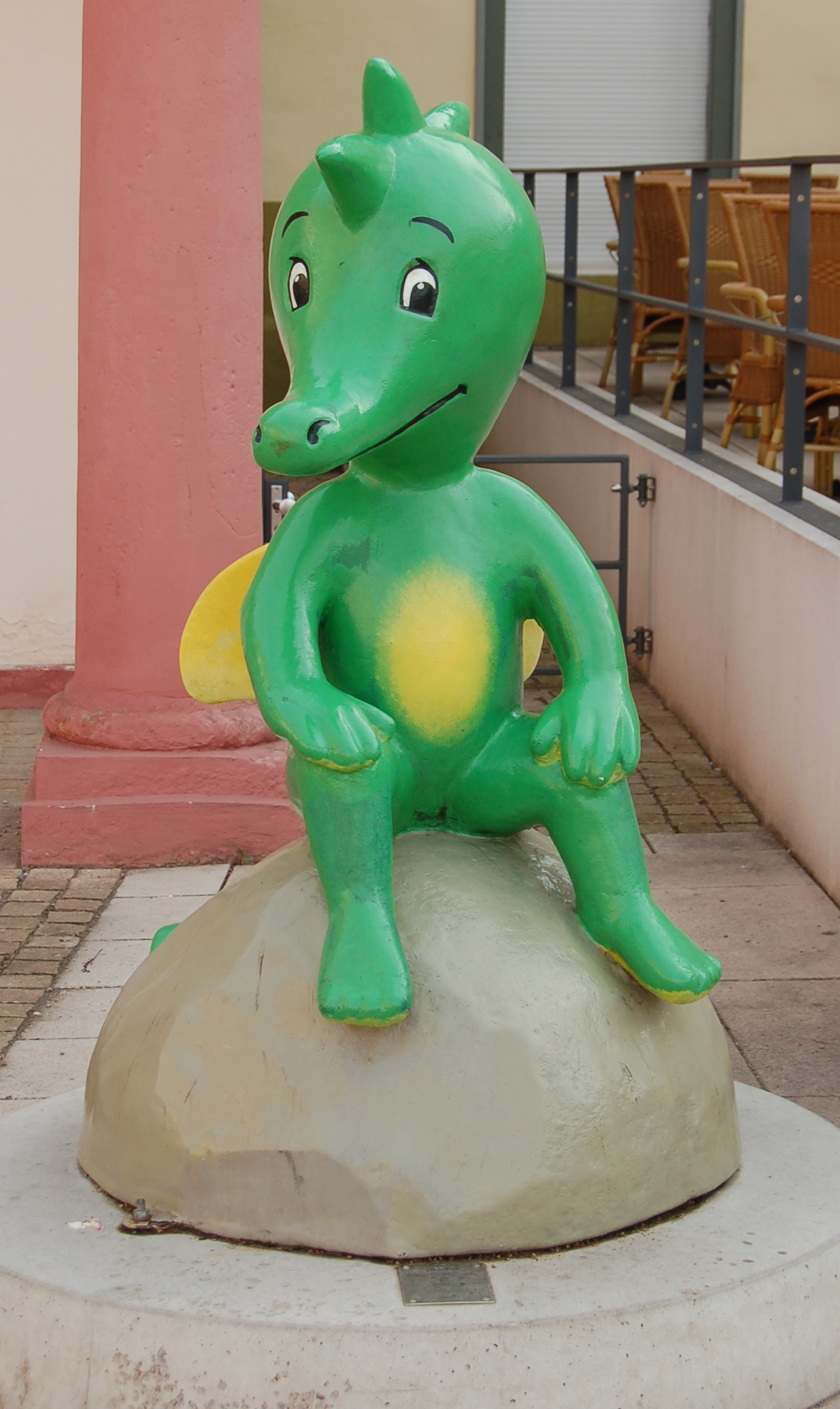
Statua fig. Tabaluga w Erfurcie

## Opis fabuły

### Seria 1
Fabuła oryginalnej serii koncentruje się wokół zaognionych stosunków Rajskiej Doliny z Lodolandią. Krótkotrwałe okresy nieoficjalnego zawieszenia broni przerywane są nagłymi i burzliwymi konfliktami zbrojnymi. Obywatele Rajskiej Doliny, Grzebcio, Bzyk i Rubin, podczas ucieczki przed śnieżnymi kulami przypadkiem odkrywają tajemnicze jajo zakopane w ziemi. Wykluwa się z niego młody smok – syn i dziedzic Tyriona, Tabaluga. Wkrótce Tabaluga zostaje poinformowany o okolicznościach śmierci jego ojca. Tyrion zginął śmiercią żołnierską podczas bitwy z tyranem Lodolandii, bałwanem Arktosem, ulegając przekształceniu w ciało niebieskie (gwiazdę). Ostatnia prośba Tyriona zmusiła jego zausznika, Puchacza, do przyjęcia postawy wallenrodycznej: mędrzec emigruje do Lodolandii i podejmuje się zdradliwej współpracy z Arktosem, aby dzięki swej uprzywilejowanej pozycji móc dokonywać strategicznych aktów szpiegostwa i sabotażu. Wraz z końcem serii Arktos uświadamia sobie potężną moc, która (niczym cudowna broń) pozwoli przeważyć szalę wojny na jego korzyść. Przed ostatecznym zamrożeniem terenów Rajskiej Doliny powstrzymuje go jednak Tabaluga. Obywatele Rajskiej Doliny żądają dla schwytanego zbrodniarza najwyższej kary, jednak Tabaluga z pozycji siły decyduje się na współpracę z Arktosem. W wyniku tego sojuszu w świecie filmu pojawi się zjawisko zmienności pór roku.

### Seria 2
W drugiej serii głównym wrogiem jest Hamsin, a Arktos sprzedaje lody. W pierwszym odcinku Tabaluga zostaje księciem Rajskiej Doliny, a Arktos wycina drzewa, których pnie chce przeznaczyć na produkcję lodów i powstaje pustynia. W drugim odcinku zjawia się Hamsin, od tej pory jest on najważniejszym wrogiem Tabalugi. W przedostatnim odcinku Hamsin niszczy całą Rajską Dolinę, ale Tabaludze i jego przyjaciołom udaje się znów zasiać drzewa, a Hamsin ginie w walce z Tabalugą. W ostatnim odcinku Arktos pod pozorem budowy parku rozrywki przygotowuje się do zamrożenia Doliny, jednak znów zostaje pokonany, zaś Tabaluga rezygnuje z korony.

### Seria 3
W trzeciej serii Tabaluga wyrusza na niebezpieczną misję po Medalion Smoka. Aby go zdobyć, musi uzbierać wpierw 5 znaków (Ognia, Wiatru, Wody, Lodu i Żelaza). Smok wyrusza na wyprawę w towarzystwie Miluni i Grzebcia. Arktos powraca na miejsce głównego przeciwnika. Razem z Jakubem i Sępem, a także pałętającym się Keyem (który pod koniec serii przechodzi na stronę Tabalugi) wyrusza za Tabalugą. Dlatego akcja nie toczy się już wyłącznie w Rajskiej Dolinie i Lodolandii, a prawie wszystkie odcinki tworzą jeden ciąg.

## Miejsca
W serialu akcja często przenosi się z miejsca na miejsce, i można wyróżnić kilka metalokacji, pomiędzy którymi granice są bardzo wyraźne.

### Rajska (Zielona) Dolina
Kraina wiecznej wiosny, od wieków rządzona przez smoki. Żyją w niej zwierzęta mówiące ludzkim głosem – odpowiedniki gatunków występujących na Ziemi w strefie umiarkowanej. Władza smoka służy tylko regulacji spraw bieżących – poza tym w Rajskiej Dolinie panuje sielankowa anarchia. Młody widz może przekonać się, jak wspaniałe życie wiodą mili mieszkańcy nie będąc przez nikogo sterowani. W 3 serii nazwę zmieniono: Green vale – Zielona dolina.

### Lodolandia (Kraina lodu)
W Lodolandii panuje stale zima. Jej przywódcą jest demoniczny bałwan Arktos, rezydujący w pałacu zwanym Mroźnogrodem znajdującym się na wyspie i będącym stolicą miasta Sopelkowo. Mieszkają tu zwierzęta z obu biegunów (niedźwiedzie polarne, pingwiny, foki, wilki polarne, lemingi, morsy). Lodolandczycy podejmują kosztowne i bezsensowne inwestycje, jak np. budowa ogromnych hoteli (do Lodolandii nikt nie przyjeżdża). Wiele też wysiłku wkładają w stałą wojnę z Rajską Doliną. Działania te wynikają z zaślepienia ich przywódcy. Kraina Lodu jest niezwykle analogiczna do państw autokratycznych, można pokusić się o twierdzenie, że ma za zadanie pokazywać młodym widzom złe strony takiego ustroju.
W 1 serii od zimna panującego w Lodolandii Tabaludze czasem gasł ogień, jednak już w 2 serii zrezygnowano z tego pomysłu. Po pierwszym obaleniu Arktosa teren Lodolandii został zredukowany do samego Sopelkowa wraz z przyległymi terenami, a mieszkańcy Rajskiej Doliny zawarli z Arktosem umowę, na mocy której tylko przez 3 miesiące w roku w obu krajach panować ma zima. W ten sposób w świecie Tabalugi ukształtowało się następstwo pór roku.

### Pustynia
Królestwo Hamsina. Powstaje przypadkiem, z winy Arktosa, który rozkazał wyciąć wszystkie drzewa na dużym obszarze Rajskiej Doliny, aby spożytkować je na produkcję patyczków do lodów. Wyjałowione tereny zamieniły się w nieprzyjazną krainę słońca i piasku. Ich władca cały czas próbuje zamienić Rajską Dolinę w pustynię. Jednakże świat ten nie jest ukazany tak analogicznie do państw autokratycznych i zarazem antagonistycznie wobec Doliny, jak w serii pierwszej Kraina Lodu. Pustynia pojawia się tylko w 2 serii, nie wiadomo, co dzieje się tam po śmierci Hamsina.

## Emisja w Polsce
Po raz pierwszy 1 seria została pokazana na antenie TVP1 jako Wieczorynka od 29 sierpnia 1998 roku do 27 lutego 1999 roku. W 2002 roku powtórzono emisję serii 1, zaś po niej rozpoczęto premierową emisję serii 2 (27 stycznia – 21 lipca 2003). Następnie powtórzono emisję serii 1 i 2, a po ich zakończeniu wyemitowana została po raz pierwszy seria 3 (27 września 2004 – 26 kwietnia 2005). W 2006 roku TVP1 powtórzyła emisją serii 3, zaś stacja MiniMini wyemitowała serię 1, w 2007 roku serię 2, a w 2008 roku do końca sierpnia serię 3. 20 grudnia 2008 roku stacja MiniMini wyemitowała 1 odcinek serii 1. W marcu 2012 roku TVP1 nadało I serię serialu. Dalszej emisji zaprzestano. Od czerwca 2013 roku emisję II sezonu wznowiono. Od 15 lutego do 10 maja 2014 roku był w całości nadawany w TVP ABC, emisję powtórzono w podobnym okresie 2016 oraz 2017 roku.

## Bohaterowie

### Pozytywni
- Tabaluga – jest młodym smokiem, synem Tyriona. Jak każdy smok potrafi latać, zionąć ogniem i tak, jak jego przodkowie, broni Rajskiej Doliny. W drugiej serii zostaje wybrany na księcia Rajskiej Doliny. Przyjaźni się głównie z Milunią, Grzebciem, Rubinem, Bzykiem i Puchaczem. W 1 serii próbuje – tak jak inne smoki dawniej – pokonać Arktosa i Lodolandię. W drugiej serii walczy także z Hamsinem, a w trzeciej jego celem jest zdobycie Medalionu. Pojawia się w każdej serii. W ostatnim odcinku Arktos chciał jego i wszystkich mieszkańców Rajskiej Doliny zamrozić, kiedy walczył z Tabalugą o Medalion Smoka. Dmuchnął swoim mroźnym oddechem, a Tabaluga szybko krzyknął do Puchacza, aby ten rzucił mu swoją magiczną kulę, która wszystko odbija i tak Arktos został pokonany oraz zamrożony – został w swoim pałacu na wieki.

- Tyrion – to duży, szary, prastary smok, który pojawia się dość rzadko, głównie w snach Tabalugi (w 1 serii), jego wyobrażeniach (w serii 2) oraz jednorazowo w kryształowej grocie w ostatnim odcinku (w serii 3). Nieżyjący ojciec Tabalugi, któremu udziela mądrych rad. W kilku odcinkach ukazana jest przeszłość z udziałem Tyriona: w odcinku Sługa dwóch panów ukazane są ostatnie chwile Tyriona (jak zmienia się w gwiazdę), w odcinku Strumień czasu pokazana jest przeszłość z dzieciństwa Tyriona, w odcinku Piaski przeznaczenia ukazane są wydarzenia poprzedzające te z odcinka Sługa dwóch panów, zaś w odcinku Gdzie jest zima? ma miejsce epizod z Tyrionem.

- Puchacz Uhu – szara sowa, zwykle ubrana w szatę zapinaną guzikiem z herbem Lodolandii. Posiada kryształową kulę (właściwa nazwa: magiczny głaz), która pozwala mu odkrywać niedaleką przyszłość, przeszłość oraz zdarzenia z innego miejsca. W pierwszej serii kula ma kolor niebiesko szary zaś w pozostałych 2 jest ona fioletowa. Uhu był podczas pierwszej serii więziony przez Arktosa, gdzie jego wiedza i kryształowa kula miały służyć do podłych celów władcy Lodolandii (miał pełnić rolę jego doradcy). W rzeczywistości zawsze starał się przeszkodzić w niecnych planach Arktosa. Władca obiecał uwolnić go, jeśli wygra z nim w szachy. Uhu nigdy nie wygrał, gdyż Arktos oszukiwał, jednak pod koniec 1 serii uwolnił go Tabaluga. Puchacz to duchowy mentor Tabalugi, który posiada najrozleglejszą wiedzę w Rajskiej Dolinie, tak o jej historii, jak i w naukach przyrodniczych i magicznych eliksirach. Pojawia się w każdej serii.

- Nessaja – olbrzymia żółwica, najstarsze zwierzę żyjące w Rajskiej Dolinie. W odcinku Dobry Arktos twierdzi, że ma ponad 100 lat, zaś w filmie pełnometrażowym Tabaluga i Leo twierdzą, że skończyła 1000 lat. Posiada również ogromną wiedzę, przede wszystkim w dziedzinie historii. Często wraz z Puchaczem doradza Tabaludze. Pojawia się w każdej serii.

- Milunia – mała króliczka śnieżna chodząca w różowej minisukience. Pochodzi z Lodolandii, jednak mieszka w Rajskiej Dolinie. Tabaluga spotkał ją w posągu Arktosa, zamrożoną za to, że chciała zjeść marchew z posągu. Jest najbliższą przyjaciółką Tabalugi już od pierwszej serii. Martwi się o niego, często karci go lub mówi mu, co ma robić. Jest o niego bardzo zazdrosna i nie znosi, gdy Tabaluga gdzieś leci, nie zabierając jej ze sobą. Jest bardzo podejrzliwa wobec mieszkańców Lodolandii, gdyż z doświadczenia wie, jakimi są oszustami[potrzebny przypis]. Czasem brakuje jej towarzystwa innych królików. Jej przysmakiem jest marchewka. Od drugiej serii jej pasją jest ogrodnictwo. Pojawia się w każdej serii.

- Grzebcio – mały kret. Nosi grube okulary, lecz i tak słabo widzi. W jednym z odcinków trzeciej serii odkrył, że jeżeli przyciemni okulary, światło dzienne go nie oślepia i lepiej widzi. Znakomicie radzi sobie pod ziemią. Bardzo chce pomagać innym i dokonywać wielkich rzeczy. W pierwszej serii nie pełnił zazwyczaj ważnej roli[potrzebny przypis] (choć trzeba tutaj zaznaczyć, że przyczynił się wydatnie do znalezienia smoczego jaja), jednak już w drugiej wszedł w skład grupy ekspedycyjnej, czyli trójki (Tabaluga, Milunia i Grzebcio) postaci, które zawsze wspólnie wyruszają w dalsze podróże związane z ratowaniem Rajskiej Doliny bądź szukaniem Znaków Smoka. Pojawia się w każdej serii.

- Rubin – koliber, przyjaciel Tabalugi. To on wraz z Grzebciem i Bzykiem znaleźli smocze jajo. Pojawia się w każdej serii.

- Bzyk – pszczoła, przyjaciel Tabalugi. To on wraz z Grzebciem i Rubinem znaleźli smocze jajo. Pojawia się w każdej serii.

- Orzeł – wielki ptak. Pojawia się tylko w serii pierwszej oraz w pierwszym odcinku serii drugiej. Mieszka w Rajskiej Dolinie i pomaga jej walczyć z Arktosem. Jest dzielny i nie boi się ognia.

- Eli – młody słoń. Jest miły i zabawny. Pojawia się w drugiej i trzeciej serii. W drugiej serii nazywany jest po prostu Słoniem, a w trzeciej serii podawane jest jego imię.

### Negatywni
- Arktos – bałwan noszący czarny cylinder, na którym ma żółte, kocie oczy o złośliwym wyrazie (w serii 1 i 3 oczy Arktosa są przytwierdzone do cylindra na stałe, w 2 rysownicy uważali, iż jest to kapelusz z dziurami na oczy). Jest władcą mroźnej Lodolandii. Potrafi zamrażać oddechem, dzięki czemu budzi respekt i strach wśród poddanych. Arktos to zuchwały, egocentryczny megaloman. Jego głównym życiowym celem jest prowadzenie ekspansji Lodolandii, poprzez aneksję Rajskiej Doliny. Jest sprytny i przebiegły i gdyby nie Tabaluga, dawno przejąłby władzę w dolinie. Do obserwacji używa ogromnego teleskopu, szklanej kuli należącej do Uhu, w serii 1 i 3 ma też szpiega – Sępa (Sępiszpona). Jego hobby to gra w szachy. Jego przysmakiem są lody, produkowane w wytwórni w Mroźnogrodzie. Ulubionym zwierzątkiem lodowego cesarza jest rekin o imieniu Reksio, którego trzyma w basenie w jednej z komnat. Poddani bardzo się go boją, jednak w rzeczywistości nienawidzą go i za plecami nazywają beką śniegu lub marchwionosem. Są tępi i nie rozumieją nawet najprostszych rozkazów, co zazwyczaj kończy się zamrożeniem przez Arktosa i umieszczeniem w sali chwały: wielkiej komnacie w Sopelkowie, w której Arktos trzyma wszystkie zamrożone przez siebie zwierzęta jako dowód swej siły i wyższości. Dla Arktosa groźna jest wysoka temperatura, przy której się roztapia. Boi się on również niewielkich stworzeń, takich jak mrówki, czy myszy.

- Jakub – najważniejszy z pingwinów z Lodolandii, wyróżnia go monokl na nosie. Pełni on rolę marszałka dworu Arktosa (w 2 i 3 serii nazywany jest jego lokajem), jak również jego doradcą od czasu ucieczki Puchacza Uhu z Lodolandii. Wraz z kolejnymi odcinkami potrafi się jednak coraz bardziej postawić Arktosowi. Ponadto, w niektórych odcinkach współpracuje ze stworzeniami Rajskiej Doliny.

- Atylla – tęgi mors, kucharz Arktosa. Pojawia się tylko w 1 serii. Bardzo rzadko opuszcza kuchnię (np. Uprowadzenie urwisa czy Miły gość). Jest typem osiłka, na ramieniu ma tatuaż w kształcie serca. Nie cierpi gotowania i rzadko się stara, by danie było jadalne. Nienawidzi wszystkich wokół, z Arktosem na czele: ponieważ władca nigdy nie wchodzi do kuchni, Atylla może kpić sobie z niego i obrażać do woli. Czasami specjalnie robi paskudne jedzenie, by mu dokuczyć; wie, iż wina spadnie na podającego posiłek Jakuba.

- Hamsin – groźny duch, władca Pustyni. Występuje wyłącznie w drugiej serii, spycha wówczas Arktosa na drugi plan, przejmując rolę czarnego charakteru w kreskówce. Jest zły i przebiegły. Mieszka w Pustynnym Pałacu, a gdy przypadkiem sam go niszczy, buduje nowy, jeszcze potężniejszy. Stale toczy wojnę z Rajską Doliną, czasami też z Lodolandią, choć zazwyczaj zawiera pokój lub sojusz z Arktosem. Często drze się bezmyślnie na poddanych. Jak większość mieszkańców pustyni często czymś obrywa. Przemieszcza się jeżdżąc na wielbłądzie, a czasami przy pomocy Piaskolotu – własnej wersji Arktoplanu Arktosa. Jego przysmak to piaskowe prażynki. Dla Hamsina niebezpieczna jest woda, w której się rozpuszcza.

- Sęp – szpieg Arktosa. Nazywany także często Sępiszponem. Podobno jego imię brzmi tak naprawdę Wyświechtane Pióro, co można usłyszeć w jednym z odcinków 1 serii, gdzie przedstawia się też jako Agent S66 ze służb zwiadowczych Arktosa (odc. Księżycowa choroba). Ma wspaniały dar wymowy, którym potrafi przekonać każdego z wyjątkiem Arktosa. Nienawidzi zimy oraz Arktosa (którego nazywa marchwianym nochalem). Z tego powodu w serii drugiej przeszedł na służbę Hamsina, po czym w serii 3 powrócił do Arktosa. Podobnie jak Jakub, w kilku odcinkach zdarzyło mu się współpracować ze stworzeniami z Rajskiej Doliny.

- Key – zwinny kameleon, szpieg Hamsina. Główną jego zaletą jest to, że jako kameleon potrafi idealnie wtopić się w tło. Choć udaje wiernego sługę, w rzeczywistości sam najchętniej zostałby władcą Pustyni[potrzebny przypis]. Cieszy go cudze cierpienie[potrzebny przypis]. Po śmierci swojego władcy bezskutecznie stara się o przyjęcie na służbę do Arktosa zamiast Jakuba. Jednak nachalność i głupota Keya tylko denerwują Arktosa. Ostatecznie Key staje po stronie Rajskiej Doliny w walce z Arktosem, uczy się odróżniać, co jest dobre, a co złe, a nawet ratuje życie Tabaludze. Key po raz pierwszy został przedstawiony w 2 serii i pojawia się również w trzeciej serii.

- Klara – strusica, księgowa Hamsina. Nosi okulary. Zajmuje się liczeniem (często ziarnek piasku), budową maszyn dla Hamsina i obserwacją terenu, do czego używa lornetki. Pozostając wierną Hamsinowi nawiązała przyjaźń z mieszkańcami Rajskiej Doliny. W odcinku Moje maleństwo adoptowała Bodzia – syna sępa i Anastazji. Pojawia się tylko w 2 serii.

- Hiena – jeden z poddanych Hamsina. Nosi przyduże, fioletowe spodnie. Rzadko mówi, ale za to często się śmieje, zazwyczaj z Keya, kiedy ten czymś obrywa. Pojawia się tylko w 2 serii.

## Spis odcinków
| Nr                         | Premiera w Niemczech | Premiera w Polsce | Polski tytuł                            | Angielski tytuł                            |
| -------------------------- | -------------------- | ----------------- | --------------------------------------- | ------------------------------------------ |
|                            |                      |                   |                                         |                                            |
| SERIA PIERWSZA (1997-1999) |                      |                   |                                         |                                            |
|                            |                      |                   |                                         |                                            |
| 01                         | 04.10.1997           | 29.08.1998        | Ostatni z rodziny smoków                | The Last One of His Kind                   |
|                            |                      |                   |                                         |                                            |
| 02                         | 11.10.1997           | 05.09.1998        | To, co miłe, wcale nie musi się kończyć | Happy Without Ending                       |
|                            |                      |                   |                                         |                                            |
| 03                         | 18.10.1997           | 12.09.1998        | Niebezpieczny żar                       | A Very Hot Thing                           |
|                            |                      |                   |                                         |                                            |
| 04                         | 25.10.1997           | 19.09.1998        | Sługa dwóch panów                       | Servant Of Two Masters                     |
|                            |                      |                   |                                         |                                            |
| 05                         | 01.11.1997           | 26.09.1998        | Nieuczciwa transakcja                   | Dubious Dealing                            |
|                            |                      |                   |                                         |                                            |
| 06                         | 08.11.1997           | 03.10.1998        | O jednego smoka za dużo                 | One Dragon Too Many                        |
|                            |                      |                   |                                         |                                            |
| 07                         | 15.11.1997           | 10.10.1998        | Mądrzejszy nie daje za wygraną          | The Wiser Head Does Not Give Up            |
|                            |                      |                   |                                         |                                            |
| 08                         | 22.11.1997           | 17.10.1998        | Dwie pieczenie przy jednym ogniu        | Two Birds With One Stone                   |
|                            |                      |                   |                                         |                                            |
| 09                         | 29.11.1997           | 24.10.1998        | Księżycowa choroba                      | Moonstruck                                 |
|                            |                      |                   |                                         |                                            |
| 10                         | 06.12.1997           | 31.10.1998        | Smoki nie płaczą                        | Dragons Don’t Cry                          |
|                            |                      |                   |                                         |                                            |
| 11                         | 13.12.1997           | 07.11.1998        | Wielkie chmury                          | The Big Cloud                              |
|                            |                      |                   |                                         |                                            |
| 12                         | 20.12.1997           | 14.11.1998        | Bunt pingwinów                          | The Visitors Who Came In From The Cold     |
|                            |                      |                   |                                         |                                            |
| 13                         | 27.12.1997           | 21.11.1998        | Ktoś tu oszukuje                        | Someone Is Cheating                        |
|                            |                      |                   |                                         |                                            |
| 14                         | 03.01.1998           | 28.11.1998        | Miły gość                               | Mister Nice Guy                            |
|                            |                      |                   |                                         |                                            |
| 15                         | 10.01.1998           | 05.12.1998        | Sól w nadmiarze szkodzi                 | Too Much Salt Is Detrimental To The Health |
|                            |                      |                   |                                         |                                            |
| 16                         | 17.01.1998           | 12.12.1998        | Fatalny prezent                         | A Fatal Present                            |
|                            |                      |                   |                                         |                                            |
| 17                         | 24.01.1998           | 19.12.1998        | Nieudana premiera                       | A Ruined Premiere                          |
|                            |                      |                   |                                         |                                            |
| 18                         | 31.01.1999           | 02.01.1999        | Sprawa pełna nasion                     | A Matter Full Of Seeds                     |
|                            |                      |                   |                                         |                                            |
| 19                         | 07.02.1999           | 09.01.1999        | Drzewo życia                            | The Tree Of Life                           |
|                            |                      |                   |                                         |                                            |
| 20                         | 14.02.1999           | 16.01.1999        | Królowa jednego dnia                    | Queen For One Day                          |
|                            |                      |                   |                                         |                                            |
| 21                         | 21.02.1999           | 23.01.1999        | Dobrana para                            | A Splendid Couple                          |
|                            |                      |                   |                                         |                                            |
| 22                         | 28.02.1999           | 30.01.1999        | Zacięty bój                             | A Fiery Encounter                          |
|                            |                      |                   |                                         |                                            |
| 23                         | 07.03.1999           | 06.02.1999        | Tabaluga i Lila                         | Tabaluga and Lilli                         |
|                            |                      |                   |                                         |                                            |
| 24                         | 14.03.1999           | 13.02.1999        | Uprowadzenie urwisa                     | The Abducted Scam                          |
|                            |                      |                   |                                         |                                            |
| 25                         | 21.03.1999           | 20.02.1999        | Strumień czasu                          | The Flow Of The time                       |
|                            |                      |                   |                                         |                                            |
| 26                         | 28.03.1999           | 27.02.1999        | Lody czekoladowe dla wszystkich         | Chocolate Ice For Everybody                |
|                            |                      |                   |                                         |                                            |
| SERIA DRUGA (2000-2002)    |                      |                   |                                         |                                            |
|                            |                      |                   |                                         |                                            |
| 27                         | 27.10.2000           | 27.01.2003        | Książę Tabaluga                         | Prince Tabaluga                            |
|                            |                      |                   |                                         |                                            |
| 28                         | 03.11.2000           | 03.02.2003        | Hamsin                                  | Humsin                                     |
|                            |                      |                   |                                         |                                            |
| 29                         | 10.11.2000           | 10.02.2003        | Przygoda Sępa                           | Vultur                                     |
|                            |                      |                   |                                         |                                            |
| 30                         | 17.11.2000           | 17.02.2003        | Mroźny podmuch                          | The Big Freeze                             |
|                            |                      |                   |                                         |                                            |
| 31                         | 24.11.2000           | 24.02.2003        | Szczęśliwy los                          | Good Fortune                               |
|                            |                      |                   |                                         |                                            |
| 32                         | 01.12.2000           | 03.03.2003        | Grzebcio bohater                        | Digby, the hero                            |
|                            |                      |                   |                                         |                                            |
| 33                         | 08.12.2000           | 10.03.2003        | Powódź                                  | Flood                                      |
|                            |                      |                   |                                         |                                            |
| 34                         | 15.12.2000           | 17.03.2003        | Uczeń Puchacza                          | Shouhus apprentice                         |
|                            |                      |                   |                                         |                                            |
| 35                         | 22.12.2000           | 24.03.2003        | Święto Pieczonego ziemniaka             | Potato Festival                            |
|                            |                      |                   |                                         |                                            |
| 36                         | 29.12.2000           | 31.03.2003        | Dzień Kaktusa                           | The Day of the Cactus                      |
|                            |                      |                   |                                         |                                            |
| 37                         | 05.01.2001           | 07.04.2003        | Wielkie zmiany                          | The Big Change                             |
|                            |                      |                   |                                         |                                            |
| 38                         | 12.01.2001           | 14.04.2003        | Pustynne pchły                          | Sand Fleas                                 |
|                            |                      |                   |                                         |                                            |
| 39                         | 19.01.2001           | 21.04.2003        | Zaginiony smok                          | The Lost Dragon                            |
|                            |                      |                   |                                         |                                            |
| 40                         | 26.01.2002           | 28.04.2003        | Moje maleństwo                          | My baby                                    |
|                            |                      |                   |                                         |                                            |
| 41                         | 02.02.2002           | 05.05.2003        | Kto zwycięży                            | Peace Play                                 |
|                            |                      |                   |                                         |                                            |
| 42                         | 09.02.2002           | 12.05.2003        | Śnieżny potwór                          | The Ice Beast                              |
|                            |                      |                   |                                         |                                            |
| 43                         | 16.02.2002           | 19.05.2003        | Dżin                                    | Genie                                      |
|                            |                      |                   |                                         |                                            |
| 44                         | 23.02.2002           | 26.05.2003        | Porwanie                                | Kidnapped                                  |
|                            |                      |                   |                                         |                                            |
| 45                         | 02.03.2002           | 02.06.2003        | Wielkie kłopoty                         | Double Trouble                             |
|                            |                      |                   |                                         |                                            |
| 46                         | 09.03.2002           | 09.06.2003        | Śpij słodko Hamsinie                    | Sweet Dreams Hamsin                        |
|                            |                      |                   |                                         |                                            |
| 47                         | 16.03.2002           | 16.06.2003        | Rajski ptak                             | The Thunderbird                            |
|                            |                      |                   |                                         |                                            |
| 48                         | 23.03.2002           | 23.06.2003        | Szalony kolos                           | Bully for You                              |
|                            |                      |                   |                                         |                                            |
| 49                         | 30.03.2002           | 30.06.2003        | Kryształowa kula                        | The Scrying Game                           |
|                            |                      |                   |                                         |                                            |
| 50                         | 06.04.2002           | 07.07.2003        | Smocza góra                             | Dragon Mountain                            |
|                            |                      |                   |                                         |                                            |
| 51                         | 13.04.2002           | 14.07.2003        | Piaski przeznaczenia                    | The Sands of Doom                          |
|                            |                      |                   |                                         |                                            |
| 52                         | 20.04.2002           | 21.07.2003        | Sprawiedliwe rządy                      | Majority Rules                             |
|                            |                      |                   |                                         |                                            |
| SERIA TRZECIA (2003-2004)  |                      |                   |                                         |                                            |
|                            |                      |                   |                                         |                                            |
| 53                         | 27.09.2003           | 27.09.2004        | Medalion smoka                          | The Dragon Pendant                         |
|                            |                      |                   |                                         |                                            |
| 54                         | 03.10.2003           | 11.10.2004        | Misja                                   | The Quest                                  |
|                            |                      |                   |                                         |                                            |
| 55                         | 10.10.2003           | 18.10.2004        | Straszna historia                       | Scary Story                                |
|                            |                      |                   |                                         |                                            |
| 56                         | 17.10.2003           | 25.10.2004        | Ścigamy się?                            | Tabaluga Challenge                         |
|                            |                      |                   |                                         |                                            |
| 57                         | 24.10.2003           | 08.11.2004        | Kamień ognia                            | Fire Stone                                 |
|                            |                      |                   |                                         |                                            |
| 58                         | 31.10.2003           | 15.11.2004        | Eliksiry Puchacza                       | Little Wonder                              |
|                            |                      |                   |                                         |                                            |
| 59                         | 07.11.2003           | 22.11.2004        | Dobry Arktos                            | Arktos the Good                            |
|                            |                      |                   |                                         |                                            |
| 60                         | 14.11.2003           | 29.11.2004        | Posępny las                             | The Gloomy Forest                          |
|                            |                      |                   |                                         |                                            |
| 61                         | 21.11.2003           | 06.12.2004        | Mamusia Arktos                          | Mother Arktos                              |
|                            |                      |                   |                                         |                                            |
| 62                         | 28.11.2003           | 13.12.2004        | Oko na niebie                           | Eye in the Sky                             |
|                            |                      |                   |                                         |                                            |
| 63                         | 06.12.2003           | 20.12.2004        | Nowy służący Arktosa                    | Don’t Forget to Remember                   |
|                            |                      |                   |                                         |                                            |
| 64                         | 13.12.2003           | 27.12.2004        | Skarb trolla                            | Fool’s Gold                                |
|                            |                      |                   |                                         |                                            |
| 65                         | 20.03.2004           | 03.01.2005        | Gdzie jest zima?                        | Where is Winter?                           |
|                            |                      |                   |                                         |                                            |
| 66                         | 27.03.2004           | 10.01.2005        | Przyjaciel wieloryb                     | Whale of a Tale                            |
|                            |                      |                   |                                         |                                            |
| 67                         | 03.04.2004           | 17.01.2005        | Zakochany Arktos                        | Last Gasp                                  |
|                            |                      |                   |                                         |                                            |
| 68                         | 10.04.2004           | 24.01.2005        | Znak wody                               | Troubled Waters                            |
|                            |                      |                   |                                         |                                            |
| 69                         | 17.04.2004           | 31.01.2005        | Magiczna skała                          | Hidden Treasures                           |
|                            |                      |                   |                                         |                                            |
| 70                         | 24.04.2004           | 21.02.2005        | Gwiazda spełniająca życzenia            | Wish Upon a Star                           |
|                            |                      |                   |                                         |                                            |
| 71                         | 01.05.2004           | 28.02.2005        | Bal przebierańców                       | Who’s Who                                  |
|                            |                      |                   |                                         |                                            |
| 72                         | 08.05.2004           | 07.03.2005        | Ukryta komnata                          | The Hidden Chamber                         |
|                            |                      |                   |                                         |                                            |
| 73                         | 15.05.2004           | 14.03.2005        | Do biegu, gotowi, start!                | Ready, Set, Go!                            |
|                            |                      |                   |                                         |                                            |
| 74                         | 22.05.2004           | 21.03.2005        | Słowo honoru                            | Digby’s Promise                            |
|                            |                      |                   |                                         |                                            |
| 75                         | 29.05.2004           | 28.03.2005        | Przyjaciel czy wróg?                    | Kayo: Friend or Foe?                       |
|                            |                      |                   |                                         |                                            |
| 76                         | 05.06.2004           | 12.04.2005        | Niebezpieczna góra                      | Menace in the Mountains                    |
|                            |                      |                   |                                         |                                            |
| 77                         | 12.06.2004           | 25.04.2005        | Świat smoków                            | Dragon World                               |
|                            |                      |                   |                                         |                                            |
| 78                         | 19.06.2004           | 26.04.2005        | Stracony medalion                       | Lost Pendant                               |

## Maszyny
W „Tabaludze” świat techniki jest domeną zła. Większość maszyn służy do prowadzenia wojny lub do niewolniczej pracy.
Władca Lodolandii posługuje się między innymi wielkimi kuszami wyrzucającymi lodowe pociski, śnieżnymi armatami i wyrzutniami. Przemieszcza się, latając Arktoplanem. W serii 2 i 3 zamiast Arktoplanu władca śniegu używa także ciągniętej przez Jakuba przyczepy – budki z klimatyzacją i sklepu z lodami gałkowymi w jednym.

### Wyrzutnia śniegu
Wyrzutnia śniegu to potężna maszyna skonstruowana przez Arktosa z pomocą pingwina Jakuba. Maszyna ta napędzana jest przez niedźwiedzie, które, pedałując, przenoszą bloki lodu na gąsienicach do katapulty, skąd miotane są w cel.

### Arktoplan
Arktoplan jest maszyną skonstruowaną przez Arktosa z pomocą pingwina Jakuba. Maszyna ta jest napędzana za pomocą siły nóg, które powodują podnoszenia skrzydła do góry. Wskutek nieudolności pilota Jakuba pojazd ciągle się roztrzaskuje i musi być odbudowywany, niejednokrotnie od podstaw. W 1 i 2 serii Arktoplan jest zielony, w 3 – brązowy.

### Wiatrak
Wiatrak to potężna maszyna skonstruowana przez Hamsina z pomocą Klary. Maszyna ta jest napędzana przez wielbłądy, które biegając poruszają skrzydła wiatraka, powodując tym samym burzę piaskową. Podobną do wiatraka maszyną dysponuje także Arktos, tyle że jego maszyna ma kształt zbliżony do działa i napęd taki, jak w wyrzutni śniegu, zaś służy do wywoływania zamieci śnieżnej i mroźnego podmuchu.

### Piaskolot
Jest to pustynny odpowiednik Arktoplanu. Zasadniczą różnicą pomiędzy Arktoplanem a Piaskolotem jest to, że Piaskolot ma sztywne skrzydła i śmigło napędzane przekładnią poruszaną siłą nóg. Pojawia się w trzech odcinkach drugiej serii.

### Wyrzutnia piasku
Wyrzutnia piasku (zwana także bazuką lub piaskową armatą) to potężna maszyna skonstruowana przez Hamsina z pomocą Klary. Ma kształt potężnej armaty i służy do miotania piaskowych kul w cel. Maszyna ta była poddawana różnym modyfikacjom, czasem też rozlatywała się na kawałki i była odbudowywana od podstaw.